# Dermochrosia maculatissima
Dermochrosia maculatissima là một loài nhện trong họ Sparassidae. Chúng thuộc chi đơn loài Dermochrosia, được Cândido Firmino de Mello-Leitão miêu tả năm 1940.